# Seong Hyeon

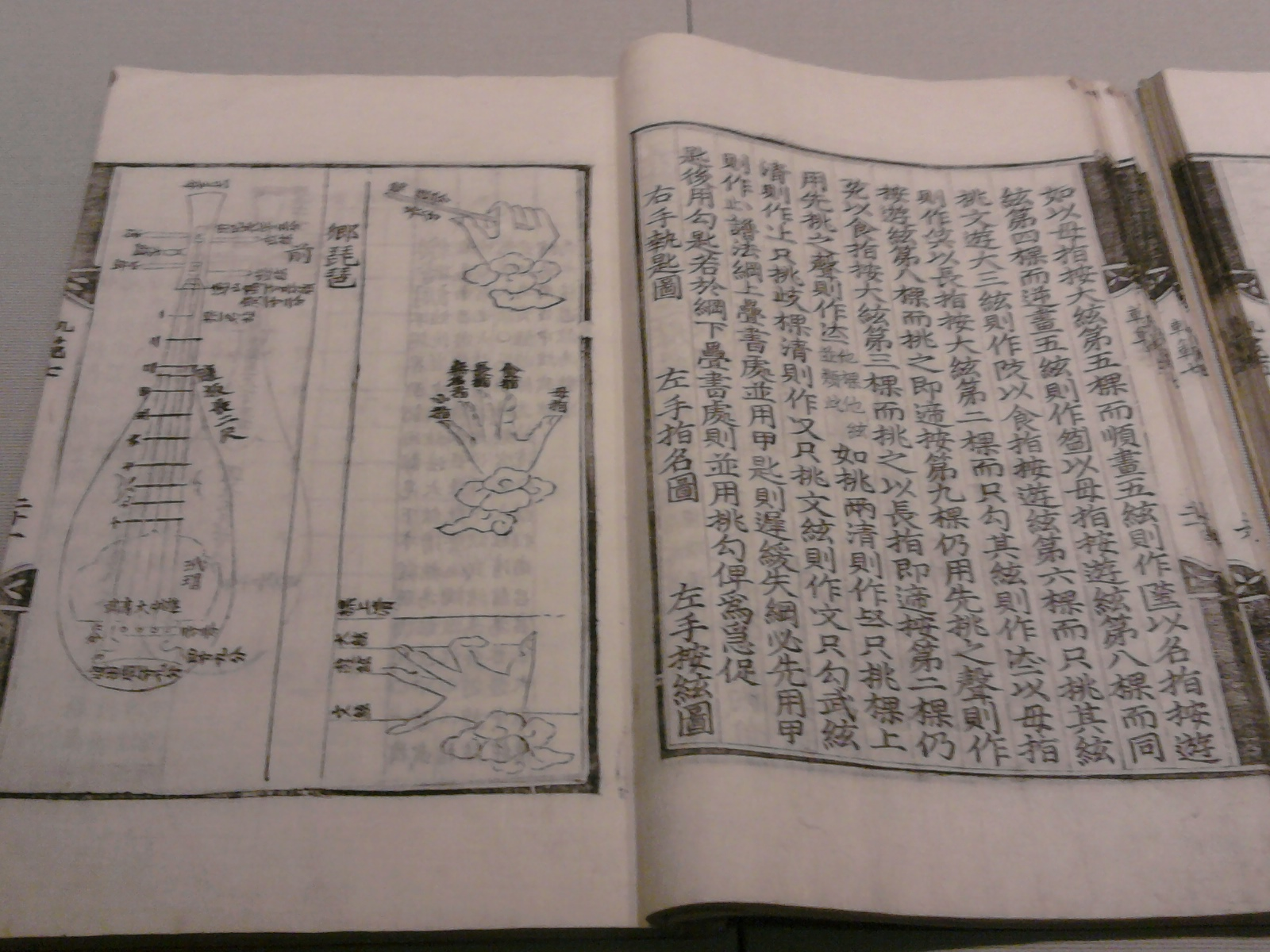
Akhak gwebeom de Seong Hyeon

Seong Hyeon (coréen : 성현 ; hanja : 成俔), né en 1439, et décédé en 1504 est un musicien et théoricien de la musique coréen de la dynastie Joseon. Il est notamment l'auteur de canon de la musique coréenne, Akhak gwebeom (coréen : 樂學軌範 ; hangeul : 악학궤범), publié en 1493.